# Carylla
Genre
Carylla est un genre d'Orthoptera de la famille des Gryllidae.

## Distribution
Les espèces de ce genre se rencontrent aux Antilles.

## Liste des espèces
Selon Orthoptera Species File (4 avril 2010) :
- Carylla cadabra Otte & Perez-Gelabert, 2009
- Carylla coamo Otte & Perez-Gelabert, 2009
- Carylla flavipes (Fabricius, 1793)
- Carylla fuscifrons (Desutter-Grandcolas, 2003)
- Carylla indomitos Otte & Perez-Gelabert, 2009
- Carylla proalbifrons (Desutter-Grandcolas, 2003)
- Carylla tenebrans Otte & Perez-Gelabert, 2009
- Carylla vaginalis (Saussure, 1878)
- Carylla vivida Otte & Perez-Gelabert, 2009

## Référence
- Otte & Perez-Gelabert, 2009 : Caribbean crickets. Orthopterists Society, Philadelphia, p. 1-792.